# Deir Khabiyah
Deir Khabiyah (tiếng Ả Rập: دير خبية) là một ngôi làng Syria nằm ở Markaz Rif Dimashq, Rif Dimashq. Theo Cục Thống kê Trung ương Syria (CBS), Deir Khabiyah có dân số 4.350 trong cuộc điều tra dân số năm 2004.